# Општина Фаурешти (Валча)
Фаурешти (рум. Făureşti) општина је у Румунији у округу Валча.
Oпштина се налази на надморској висини од 198 m.